# Plan galactic

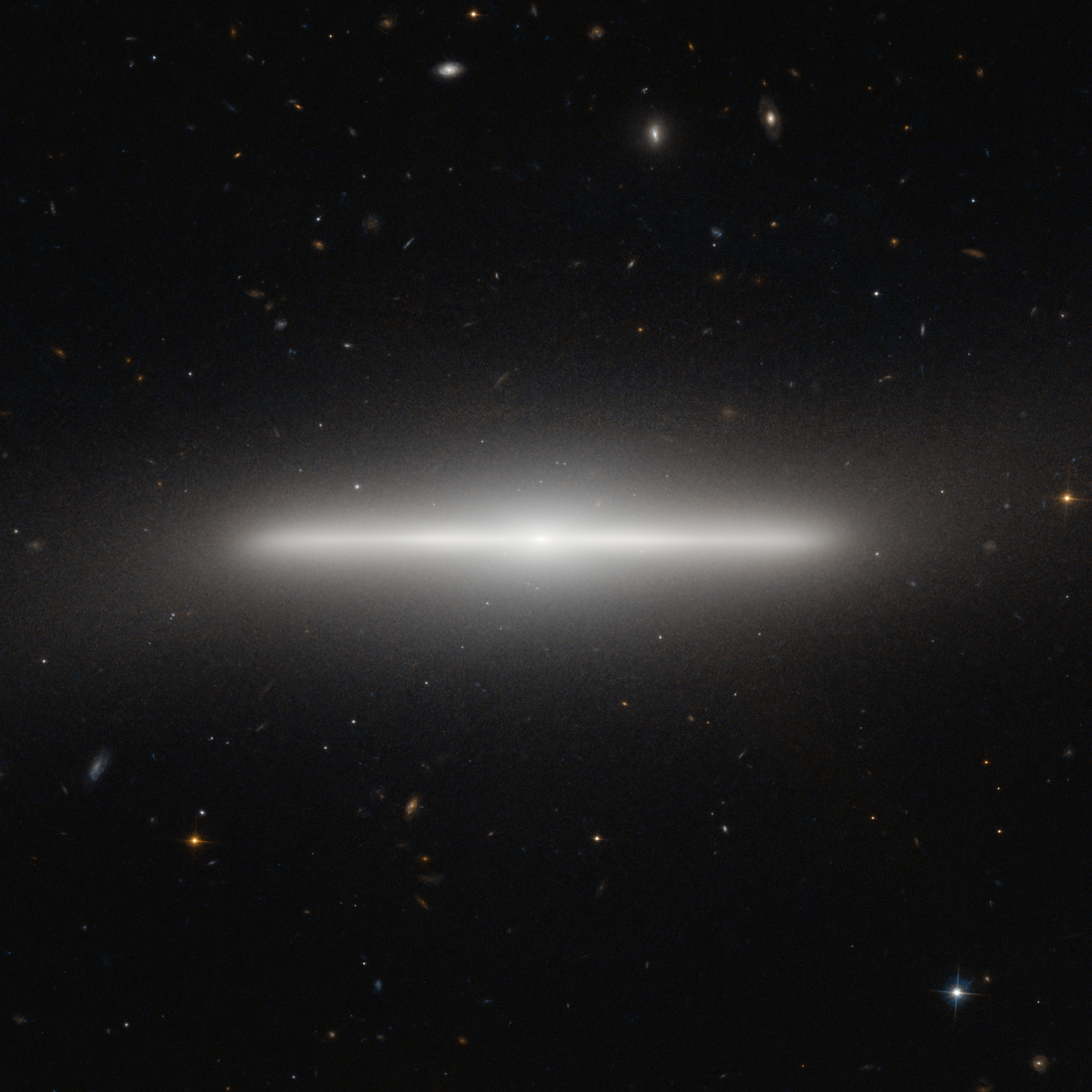
Galaxia NGC 4452, care se vede din lateral de pe Pământ; astfel, poate fi observat planul și nucleul său galactic.

Plan galactic este planul în care se află majoritatea masei unei galaxii în formă de disc. Direcțiile perpendiculare pe planul galactic sunt corespondente polilor galactici. În utilizarea actuală, termenii plan galactic și poli galactici se referă de obicei la planul și polii Căii Lactee, în care se află planeta Pământ.

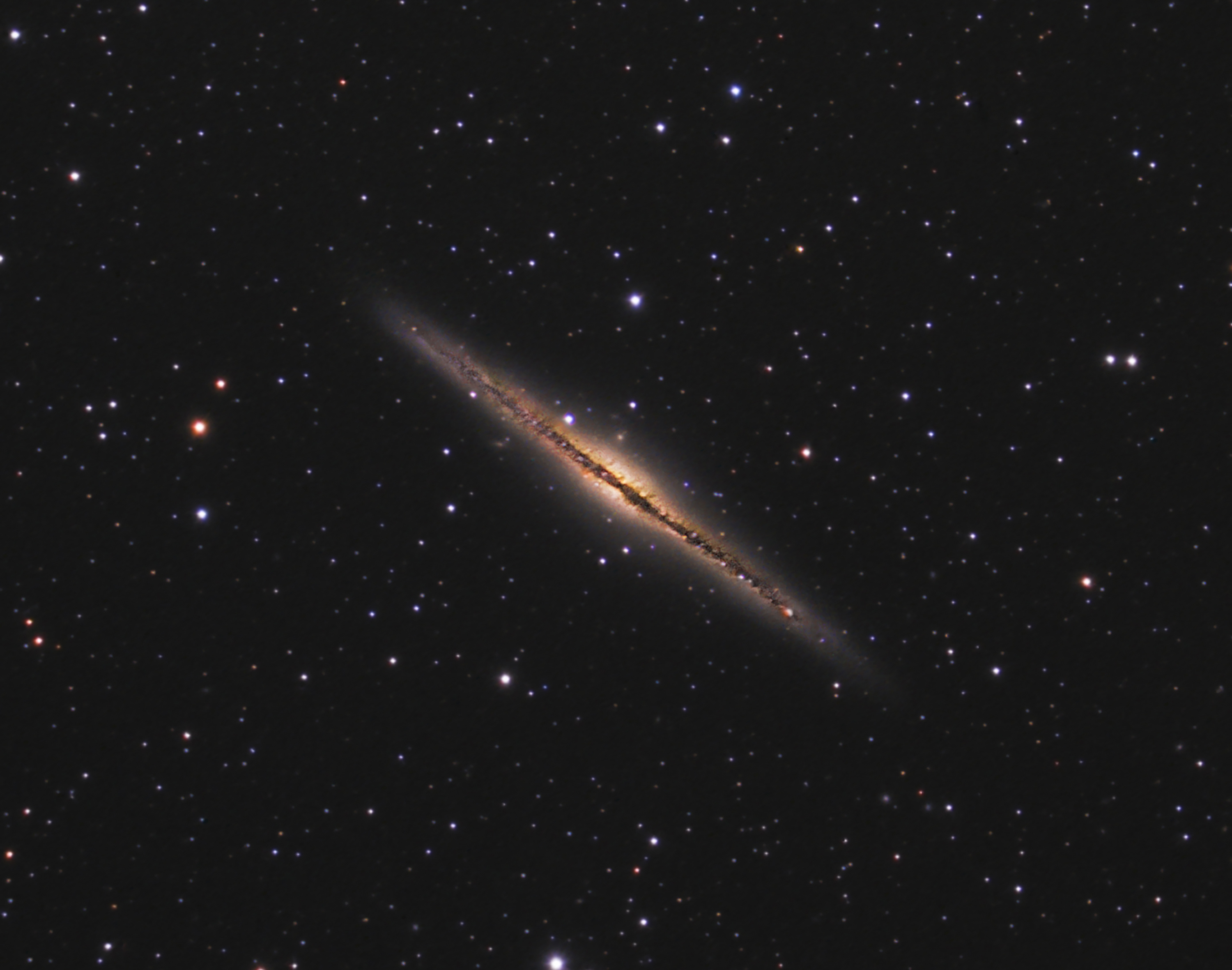
Imagine a galaxiei spirale NGC 891 din profil pentru ilustrarea unui alt plan galactic.

Unele galaxii sunt neregulate și nu au un disc bine-determinat. Chiar și în cazul galaxiilor spirale barate, cum este Calea Lactee, definirea planului galactic este imprecisă și arbitrară, din moment ce stele nu sunt perfect coplanare. În 1959, UAI a definit poziția polului galactic nordic al Căii Lactee ca fix AD = 12h 49m, Dec = 27° 24′ în epoca B1950 (la echinox) folosită atunci; în epoca J2000 utilizată în prezent, după ce se ia în considerare precesia, poziția sa este AD 12h 51m 26.282s, Dec 27° 07′ 42.01″. Această poziție se află în constelația Părul Berenicei, lângă steaua strălucitoare Arcturus; de asemenea, polul sudic galactic se află în constelația Sculptorul.
„Zeroul longitudinii” coordonatelor galactice a fost, de asemenea, definit în 1959 ca fiind la unghiul de poziție de 123° față de polul nordic ceresc. Astfel, punctul de longitudine zero de pe ecuatorul galactic era la 17h 42m 26.603s, −28° 55′ 00.445″ (în epoca B1950) sau 17h 45m 37.224s, −28° 56′ 10.23″ (în epoca J2000), iar unghiul său de poziționare în epoca J2000 este de 122,932°. Centrul Galactic este situat la unghiul de poziție de 31,72° (B1950) sau de 31,40° (J2000) la nord-est.